# Atimia maculipuncta
Atimia maculipuncta là một loài bọ cánh cứng trong họ Cerambycidae.